# Örüg Temür Khan
Pour les articles homonymes, voir Temur.
Örüg Temür Khan (Chinois : 鬼力赤; mongol : ᠭᠤᠢᠠᠨᠴᠢ γuyilinči, surnommé Gulichi (?–1408) est un khagan mongol de la dynastie Yuan qui règne de 1402 à 1408.
Il est précédé par Gün Temür Khan et suivi par Oldjaï Témür.

## Biographie
Fils du Khan Elbek, il a nommé Arughtai de la maison d'Asud, chingsang des Mongols de l'Est. Selon les annales Ming, il aurait pu être nommé « Tatar » (Mongols de l’Est). L'empereur Yongle a fait des démarches auprès de Gulichi et de son principal serviteur Arughtai pour établir une relation au sein du système tributaire de la Chine Ming, mais Gulichi et Arughtai l'ont rejeté. Ils ont également empoisonné Engke Temur, prince de Hami, qui s'était allié aux Ming. Cependant, Gulichi fut vaincu par Öljei Temür Khan, le monarque Borjigin de descendance Kublaid, en 1403. En 1408, ses anciens chingsang et noyan Arughtai le tuèrent après qu'un conflit éclata entre eux.